# Breaker (album)
Breaker is het derde album van de Duitse band Accept. Het wordt gezien als een van de hoogtepunten van de band. 

## Identiteit
Accept klinkt op dit album een stuk rauwer en energieker dan zijn twee voorgangers. Dit album betekende voor de band de Europese doorbraak. Ook veranderde het imago van de band: in de beginjaren had die veel weg van de glamrock. In 1981 kreeg de groep een wat stoerder imago (veel leer, spikes e.d.). Het album heeft naast de voor die tijd typische hardrock nummers als Starlight en Breaker ook een aantal rustigere momenten ingebouwd, onder meer met de nummers Can't Stand the Night (wat stilistisch sterk doet denken aan Love Hurts van Nazareth) en Breaking Up Again.

## Productie
Alle bandleden van Accept hebben mee geschreven aan het album en zijn vermeld in de albumcredits voor zowel de muziek als de teksten. De zang in het nummer Breaking Up Again is overgenomen door bassist Peter Baltes. Ook in het nummer Can't Stand the Night staat Dirkschneider een deel van de leadzang af. Het album wordt opgenomen in Delta Studios in Wilster, door de band met producer Dirk Steffens en het wordt gemixt door Michael Wagener.

## Artwork
De hoes toont een vrouw waarbij de suggestie wordt gewekt dat er prikkeldraad via haar oren door haar hoofd loopt. Op de achterhoes is het prikkeldraad om twee witte Gibson Flying V's heen gewikkeld.

## Son of a Bitch
Op de oorspronkelijke versie op vinyl werden van alle nummers de songteksten meegeleverd, behalve van het nummer Son of a Bitch. Bij dat nummer stond het stempel Censored vermeld. Dit is niet op last van de autoriteiten gebeurd, maar door de band zelf besloten om controverse te voorkomen (wat het tegenovergestelde effect had). In latere uitvoeringen werden de teksten wel meegeleverd. Het nummer is volgens zanger Udo Dirkschneider een directe aanval op de platenindustrie. Er bestaat een alternatieve versie van het nummer onder de naam Born To Be Whipped.

## Heruitgaven en rechten
- Het album wordt op 16 maart 1981 uitgebracht door Brain Records (catalogusnummer BRAIN 0060390) op vinyl. In 1992 brengt Brain Records Breaker  voor het eerst uit op cd (catalogusnummer 815 622-2).
- In 1993 brengt MG Records het album uit op cassette zonder de rechten te bezitten.
- In 1994 brengt Delta Records het album uit op cassette zonder de rechten te bezitten.
- In 1999 brengt het Russische Синтез het album uit op cassette zonder de rechten te bezitten.
- In 2000 verwerft Nuclear Blast Records de rechten van Breaker en brengt het album opnieuw uit op cd
- In 2005 verwerft SPV Steamhammer Records de rechten van Breaker en brengt het album opnieuw uit op cd
- In 2010 verwerft Universal Music Japan de rechten van Breaker voor de Japanse markt en brengt het album opnieuw uit op CD[3]

## Overig
- Zanger Udo Dirkschneider beschouwt Breaker als het beste album van de band en vernoemde zijn eigen platenlabel Breaker Records ernaar.
- De titelsong Breaker bevat de tekst "Happiness he cannot feel and love to him is so unreal", wat direct te herleiden is naar de Black Sabbath-klassieker Paranoid, waarin de tekst "Happiness I cannot feel and love to me is so unreal" voorkomt. Ondanks deze duidelijke verwijzing (alsook de grote gelijkenis van Can't Stand the Night met het Nazereth-nummer Love Hurts) beweert Udo Dirkscheider "Following our experiences with I'm A Rebel we made it our goal not to be influenced musically by anyone outside of the band this time".
- Michael Wagener, die de mix van het album voor zijn rekening nam, maakte in de begindagen onderdeel uit van de band, die opgericht werd als Band-X.

## Nummers
1. Starlight (3:52)
2. Breaker (3:35)
3. Run If You Can (4:48)
4. Can't Stand the Night (5:23)
5. Son of a Bitch (3:53)
6. Burning (5:13)
7. Feelings (4:48)
8. Midnight Highway (3:58)
9. Breaking Up Again (4:37)
10. Down and Out (3:44)

## Bezetting
- Udo Dirkschneider - zang
- Wolf Hoffmann - gitaar
- Jörg Fischer - gitaar
- Peter Baltes - basgitaar (leadzanger op Breaking Up Again)
- Stefan Kaufmann - drums, achtergrondzang